# Fusilli bucati
Les fusilli bucati sont des pâtes originaires de la Campanie. Elles dérivent des fusilli artisanaux ; les techniques de transformation industrielle ont permis par la suite d'utiliser l'extrusion pour la fabrication de ces pâtes.
On les déguste généralement avec une sauce ragù.